# Oppdal
Oppdal is een gemeente en skigebied in de provincie Trøndelag in Noorwegen. De gemeente telde 6973 inwoners in januari 2017.
Oppdal grenst aan Rennebu in het noordoosten, in het noorden aan Surnadal en Rindal en Sunndal in het westen, Tynset in het oosten en Folldal en Dovre in het zuiden. Dichtstbijzijnde grote stad is Trondheim.
Het ligt niet ver van het nationaal park Dovrefjell-Sunndalsfjella. Bezienswaardig is de kerk en Trollheimen.
De E6 komt langs Oppdal. De schrijver Inge Krokann is geboren in Oppdal.